# Nazrin Shah di Perak
Il brigadier generale Nazrin Shah di Perak (George Town, 27 novembre 1956), è il 35º sultano di Perak in Malaysia dal 2014 e vice Yang di-Pertuan Agong della Malaysia dal 2016.

## Primi anni di vita
Nazrin Shah è nato a George Town il 27 novembre 1956, figlio maggiore del defunto sultano Azlan Shah di Perak e di Tuanku Bainun binti Mohd Ali.

## Carriera accademica
Il futuro sultano ha inizialmente studiato al Malay College Kuala Kangsar per poi conseguire un Bachelor of Arts in filosofia, politica ed economia al Worcester College di Oxford. Ha inoltre conseguito un master in amministrazione pubblica alla John F. Kennedy School of Government dell'Università di Harvard e un dottorato di ricerca in economia politica e di governo presso la stessa università.
Gli interessi di ricerca del sultano Nazrin sono lo sviluppo economico e politico nel Sud-Est e del Nord-Est asiatico, il calcolo storico del reddito nazionale e la crescita economica dei paesi in via di sviluppo.
Il sultano ha anche scritto articoli e in cui ha parlato di una vasta gamma di argomenti, tra cui il ruolo della monarchia costituzionale in Malesia, l'educazione, l'Islam, le relazioni etniche e lo sviluppo economico.
Egli ha assunto il ruolo di ambasciatore finanziario del Malaysian International Islamic Financial Centre (MIFC). Dal 1989 è stato pro-rettore dell'Università di Malaya e presidente del consiglio di amministrazione del Malay College Kuala Kangsar.
Egli è anche un eminente membro dell'Istituto di Studi Strategici ed Internazionali (ISIS) della Malesia.

## Raja Muda
Il futuro monarca è stato proclamato Raja Muda (principe ereditario) di Perak, il 15 aprile 1984 prendendo il posto di suo padre che era diventato sultano due settimane prima. È stato incoronato il 6 maggio dell'anno successivo presso l'Istana Iskandariah di Kuala Kangsar.
È stato nominato reggente del Perak quando suo padre era Yang di-Pertuan Agong, dal 1989 al 1994 e di nuovo il 27 gennaio 2008 quando il padre gli ha lasciato molte responsabilità di governo.

## Sultano
Il 29 maggio 2014, il giorno dopo la morte del padre, è stato proclamato 35º sultano di Perak.
Come monarca è anche colonnello in capo del Rejimen Askar Jurutera DiRaja dell'Esercito Malese.

## Vice Yang di-Pertuan Agong
Il 14 ottobre 2016 la Conferenza dei governanti lo ha eletto Vice Yang di-Pertuan Agong. È entrato in carica il 13 dicembre successivo.
Il 2 novembre 2018 è stato proclamato Yang Di-Pertuan Agong ad interim dopo che il sultano Muhammad V di Kelantan si è preso un congedo per motivi di salute. Ha terminato le sue funzioni il 31 dicembre successivo. Tuttavia, a causa dell'improvvisa abdicazione di Muhammad V annunciata il 6 gennaio 2019, è tornato a ricoprire l'incarico il giorno successivo. Il 24 gennaio 2019 la Conferenza dei governanti ha eletto il 16° Yang di-Pertuan Agong nella persona del sultano Abdullah di Pahang. Lo stesso giorno il sultano Nazrin Shah è stato confermato nell'incarico di Vice Yang di-Pertuan Agong.

## Vita personale
Il 17 maggio 2007 Nazrin di Perak ha sposato Zara Salim Davidson nel palazzo di Istana Iskandariah. I due si erano conosciuti otto anni prima.
Il giorno dopo il matrimonio ci fu una cerimonia in cui Tuanku Zara ricevette il titolo ufficiale di Raja Puan Besar di Perak. Il padre di Nazrin aveva proclamato Zara Salim Davidson come Raja Puan Besar di Perak e le aveva conferito la Darjah Kerabat.
Il primo figlio della coppia, Raja Azlan Shah Muzzaffar, è nato il 14 marzo 2008, seguito da Raja Nazira Safya Shah, il 2 agosto 2011.